# Sandoy (Wyspy Owcze)

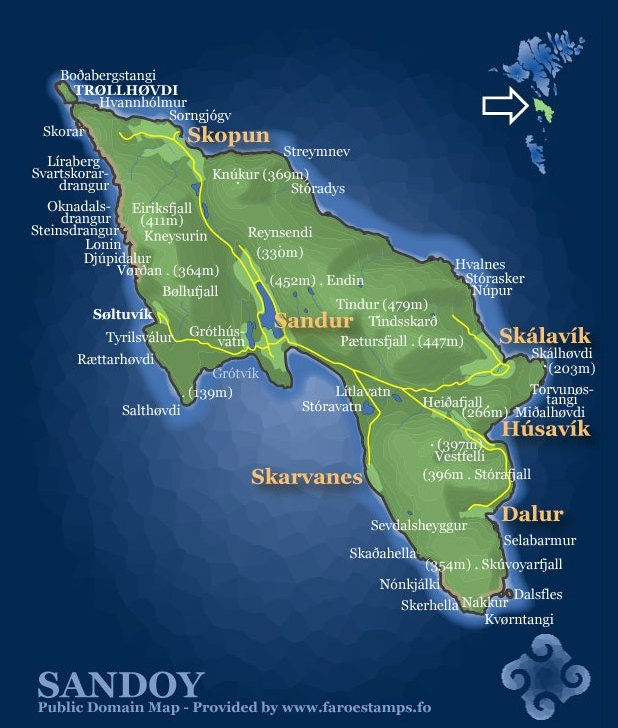
Mapa Sandoy

Sandoy (far. wym. [ˈsandɔi] lub [ˈsandi], duń. Sandø) – to jedna z wysp archipelagu Wysp Owczych. Zajmując ok. 112 km², jest pod tym względem piąta wśród Wysp, a ok. 1400 mieszkańców, daje jej w tej kategorii szóstą pozycję. Sandoy jest dość górzysty, najwyższe wzniesienie sięga 479 m n.p.m. (Tindur). Jest tu też kilka jezior, z których największe, Sandsvatn zajmuje 0,8 km², a głębokość 5 m. Jego rozmiar daje mu trzecią pozycję wśród jezior na Wyspach Owczych. Nazwa Sandoy oznacza dosłownie Wyspa Piasku.
Sandur jest największą osadą spośród wszystkich, sześciu, posiada 599 mieszkańców. Pozostałe to: Skopun (484), Skálavík (182), Húsavík (80), Dalur (48) oraz niezamieszkany Skarvanes.
Z Sandoy można dojechać dwiema drogami do stołecznego Thorshavn. Pierwszą, starszą, jest wykorzystanie promu, by dostać się tam bezpośrednio. Można też skorzystać z wybudowanego w 2004 roku, Sandoyartunnilinu, łączącego podwodnie miasta; Hestur (na Wyspie Hestur) oraz Skopun z małą, wioską Gamlarætt na Streymoy.
W największym mieście wyspy znajduje się siedziba klubu B71 Sandoy, który w roku 2007 zagra w pierwszej lidze farerskiej, po zajęciu pierwszego miejsca w drugiej lidze tego kraju.